# Entgeltfortzahlungsgesetz
Das Entgeltfortzahlungsgesetz regelt in Deutschland seit 1994 die Zahlung des Arbeitsentgelts an gesetzlichen Feiertagen und die Fortzahlung des Arbeitsentgelts im Krankheitsfall an Arbeiter, Angestellte und Auszubildende (Arbeitnehmer) sowie die wirtschaftliche Sicherung im Bereich der Heimarbeit für gesetzliche Feiertage und im Krankheitsfall.

## Inhalt

### Entgeltfortzahlung an Feiertagen
§ 2 bestimmt, dass für Arbeitszeit, die infolge eines gesetzlichen Feiertages ausfällt, der Arbeitgeber dem Arbeitnehmer das Arbeitsentgelt zahlen muss, welches jener ohne den Arbeitsausfall erhalten hätte.
Welche Tage als gesetzliche Feiertage gelten, richtet sich nach den landesrechtlichen Regelungen. Dass an Feiertagen nicht gearbeitet werden darf, ergibt sich nicht aus dem Entgeltfortzahlungsgesetz, sondern aus § 9 Abs. 1 Arbeitszeitgesetz.

### Entgeltfortzahlung im Krankheitsfall
Der Anspruch auf Entgeltfortzahlung im Krankheitsfall ist in § 3 geregelt. Er besteht, wenn folgende Voraussetzungen erfüllt sind:
- Das Arbeitsverhältnis muss seit mindestens vier Wochen bestehen. In Tarifverträgen kann von dieser Frist abgesehen werden, so beispielsweise im Tarifvertrag für den öffentlichen Dienst (TVöD).
- Der Arbeitnehmer muss arbeitsunfähig sein, d. h., er muss zur geschuldeten Arbeitsleistung nicht in der Lage sein. So kann beispielsweise eine Heiserkeit bei einer Sängerin, nicht aber bei einer Raumpflegerin eine Arbeitsunfähigkeit bedeuten.
- Die Arbeitsunfähigkeit muss Folge einer Krankheit sein.
- Der Arbeitnehmer darf seine auf Krankheit beruhende Arbeitsunfähigkeit nicht verschuldet haben, wobei hier ein „grober Verstoß“ gemeint ist. Der eine Erkältung verursachende Spaziergang im Regen reicht beispielsweise nicht aus, der auf Trunkenheit am Steuer zurückzuführende Verkehrsunfall schon. Als unverschuldete Arbeitsunfähigkeit im Sinne von § 3 Abs. 1 gilt auch eine Arbeitsverhinderung, die infolge einer nicht rechtswidrigen Sterilisation oder eines nicht rechtswidrigen Abbruchs der Schwangerschaft eintritt, zusätzlich gilt dies auch bei einem rechtswidrigen Schwangerschaftsabbruch, wenn die Betroffene innerhalb der ersten 12 Wochen der Schwangerschaft abtreibt und mindestens 3 Tage vor dem Eingriff ein Beratungsgespräch bezüglich des Schwangerschaftsabbruches in Anspruch genommen hat.

### Dauer der Entgeltfortzahlung
Der Anspruch auf Entgeltfortzahlung besteht für maximal sechs Wochen (§ 3). Wenn ein Arbeitnehmer innerhalb von zwölf Monaten (ab dem Beginn der ersten Erkrankung gerechnet) immer wieder an derselben Krankheit erkrankt, dann werden diese Krankheitstage aufsummiert, bis die vorgenannten sechs Wochen erreicht sind. Der Anspruch auf sechs Wochen Fortzahlung entsteht erneut, wenn er innerhalb von sechs Monaten vor Beginn der erneuten Arbeitsunfähigkeit nicht wegen derselben Erkrankung arbeitsunfähig war.
Der sechswöchige Entgeltfortzahlungsanspruch beginnt ebenfalls erneut, wenn ein Arbeitnehmer „[…] infolge derselben Krankheit erneut arbeitsunfähig [… wird und] seit Beginn der ersten Arbeitsunfähigkeit infolge derselben Krankheit eine Frist von zwölf Monaten abgelaufen ist“ (§ 3).
Der Anspruch auf Entgeltfortzahlung endet grundsätzlich mit der Beendigung des Arbeitsverhältnisses. Dies gilt jedoch nicht, wenn dem Arbeitnehmer wegen der Erkrankung gekündigt wird oder wenn der Arbeitnehmer selbst aus einem vom Arbeitgeber zu vertretenden Grunde fristlos kündigt (§ 8).
Nach Ablauf des Entgeltfortzahlungszeitraums von sechs Wochen wird allerdings gelegentlich aufgrund des Arbeitsvertrags oder eines Tarifvertrags ein Zuschuss zum Krankengeld gezahlt, um die finanziellen Einbußen durch die geringere Krankenversicherungsleistung auszugleichen. Ein Beispiel dafür ist im öffentlichen Dienst der TVöD (Krankengeldzuschuss für einen Zeitraum zwischen 13 und 39 Wochen nach § 22 Abs. 3 S. 1 TVöD).

### Berechnung der Entgelthöhe
§ 4 bestimmt, wie sich das fortzuzahlende Arbeitsentgelt berechnet. Grundsätzlich gilt das Lohnausfallprinzip: Der Arbeitnehmer erhält diejenige Vergütung, die er bezogen hätte, wenn er nicht arbeitsunfähig erkrankt wäre. Überstunden werden nicht berücksichtigt, es sei denn, der Arbeitnehmer hat in der Vergangenheit regelmäßig Überstunden geleistet.
Gemäß § 4 Abs. 4 kann von der gesetzlichen Regelung durch Tarifvertrag abgewichen werden; insbesondere kann das ggf. praktischere Vorverdienstprinzip (Referenzprinzip) vereinbart werden, wonach der Durchschnittsverdienst vor der Krankheit maßgebend ist.
Wie beim normalen Arbeitsentgelt müssen bei der Entgeltfortzahlung Steuern und Sozialversicherungsbeiträge entrichtet werden. Es handelt sich also um einen Bruttoanspruch.
Nach § 4a dürfen seit 1996 Sondervergütungen, die der Arbeitgeber zusätzlich zum laufenden Arbeitsentgelt erbringt, für Zeiten der Arbeitsunfähigkeit infolge Krankheit gekürzt werden. Auf dieser Basis haben mehrere Unternehmen Zahlung von Boni von der Zahl der Krankheitstage abhängig gemacht.

### Pflichten des Arbeitnehmers
§ 5 beschreibt Anzeige- und Nachweispflichten des Arbeitnehmers. Der Arbeitnehmer hat seinem Arbeitgeber so bald wie möglich, bei leichteren Krankheiten also in der Regel am ersten Krankheitstag, mitzuteilen, dass er erkrankt ist (Krankmeldung). Diese Pflicht beinhaltet eine möglichst schnelle Information des Arbeitgebers, damit dieser organisatorische Maßnahmen ergreifen kann, um eine Vertretung des erkrankten Arbeitnehmers sicherzustellen. Diese Pflicht gilt auch bei einer Arbeitsunfähigkeit im Ausland. Der Arbeitnehmer hat auf dem schnellstmöglichen Übermittlungsweg die Arbeitsunfähigkeit, die voraussichtliche Dauer der Arbeitsunfähigkeit und seine Adresse am Aufenthaltsort mitzuteilen. Er muss außerdem Arbeitsunfähigkeit und die voraussichtliche Dauer seiner Krankenkasse melden.
Gemäß § 6 sind Arbeitnehmer gehalten, eine mögliche Dritthaftung mitzuteilen, damit der Arbeitgeber eventuelle Schritte zum Regress einleiten kann.
Dauert die Arbeitsunfähigkeit länger als drei Kalendertage (d. h., Wochenenden oder arbeitsfreie Tage werden mitgezählt), muss der Arbeitnehmer spätestens am ersten darauf folgenden Arbeitstag seinem Arbeitgeber eine Arbeitsunfähigkeitsbescheinigung zukommen lassen. Aus dieser muss sich das Bestehen einer Arbeitsunfähigkeit und deren voraussichtliche Dauer ergeben. Der Arbeitgeber ist berechtigt, eine frühere Vorlage der Arbeitsunfähigkeitsbescheinigung zu verlangen.
Kommt der Arbeitnehmer den ihm obliegenden Anzeige- und Nachweispflichten schuldhaft nicht nach, kann der Arbeitgeber die Vergütungsfortzahlung verweigern, bis der Nachweis erbracht ist. Dies ist in § 7 geregelt.

### Kur (Rehabilitationsmaßnahme)
Auch im Falle einer Kur, im Gesetz „Maßnahme der medizinischen Vorsorge und Rehabilitation“ genannt, besteht ein Entgeltfortzahlungsanspruch (§ 9). Der Arbeitnehmer ist verpflichtet, dem Arbeitgeber den Zeitpunkt des Antritts der Kur und ihre voraussichtliche Dauer unverzüglich mitzuteilen und ihm die Bescheinigung des Sozialleistungsträgers oder des Arztes über die Anordnung der Kur unverzüglich vorzulegen.

## Geschichte
Bereits vor dem Inkrafttreten des Entgeltfortzahlungsgesetzes bestanden Regelungen über eine Entgeltfortzahlung im Krankheitsfall für die Dauer von sechs Wochen für alle abhängig Beschäftigten. Die bestehenden Regelungen wiesen jedoch im Detail Unterschiede auf, was verfassungsrechtlich oder europarechtlich bedenklich war:
- § 1 Abs. 3 Nr. 2 des Lohnfortzahlungsgesetzes (LFZG) bestimmte, dass die sechswöchige Lohnfortzahlung nicht für Arbeitsverhältnisse galt, in denen die regelmäßige Arbeitszeit wöchentlich zehn oder monatlich 45 Stunden nicht überstieg. Diese Bestimmung stand dem europarechtlichen Grundsatz des gleichen Entgelts für Männer und Frauen (Art. 119 EG-V) entgegen, da der Ausschluss des Anspruches auf Lohnfortzahlung nach § 1 Abs. 3 Nr. 2 LFZG fast ausschließlich Frauen betraf.[4] Das Bundesarbeitsgericht bestätigte daraufhin, dass diese Bestimmung nicht mehr anzuwenden sei.[5]

- Aufgrund der unterschiedlichen Anspruchsgrundlagen für Arbeiter und Angestellte ergab sich nach wie vor eine Ungleichbehandlung dieser Arbeitnehmergruppen: Nach dem Lohnfortzahlungsgesetz[6] bestand ein Anspruch auf Lohnfortzahlung nicht für befristete Arbeitsverhältnisse bis zu vier Wochen. Eine vergleichbare Bestimmung existierte für Angestellte nicht, so dass hier der Anspruch auch für derart kurzzeitige Arbeitsverhältnisse bestand.[7] Weiterhin entstand der Entgeltfortzahlungsanspruch für Angestellte bereits dann, wenn sie im Zeitraum zwischen Vertragsschluss und Arbeitsaufnahme erkrankten und daher ihre Tätigkeit nicht aufnehmen konnten. Für Arbeiter war jedoch Voraussetzung für einen Lohnfortzahlungsanspruch, dass sie „nach Beginn der Beschäftigung“[8] erkrankten. Das Bundesverfassungsgericht hatte 1992 die ungleichen Kündigungsfristen für Arbeiter und Angestellte gerügt[9] und es schien wahrscheinlich, dass auch diese Ungleichbehandlung von Arbeitern und Angestellten nicht mit dem Gleichbehandlungsgebot, Art. 3 Grundgesetz, zu vereinbaren war.

- Schließlich entstanden auch für die verschiedenen Angestelltengruppen dadurch Unterschiede, dass § 616 Abs. 2 Satz 2 BGB den Sechswochenzeitraum für tarifdispositiv erklärte: es konnte tarifvertraglich auch ein anderer Zeitraum bestimmt werden. Eine entsprechende Vorschrift fehlte in § 133c GewO und in § 63 HGB, so dass hier der Zeitraum nicht durch Tarifvertrag geändert werden konnte.

Hinzu kam, dass die bestehenden Regelungen über die Entgeltfortzahlung im Krankheitsfall bei der Wiederherstellung der Einheit Deutschlands nicht auf die neuen Bundesländer erstreckt wurden und die Volkskammer der DDR am 22. Juni 1990 eigenständige Regelungen traf. Die Regelungen lehnten sich zwar sehr eng an die des Lohnfortzahlungsgesetz an, galten jedoch für alle Arbeitnehmer, wodurch die unterschiedliche Behandlung verschiedener Arbeitnehmergruppen vermieden wurde. Daraus resultierte jedoch eine zusätzliche Ungleichbehandlung zwischen den Arbeitnehmern in den bisherigen und in den neuen Bundesländern.
Diese Situation der Entgeltfortzahlung im Krankheitsfall machte eine gesetzliche Neuregelung unumgänglich.

### Gesetzentwurf 1993
Daher legten die Regierungsfraktionen am 24. Juni 1993 einen ersten Entwurf eines Entgeltfortzahlungsgesetzes vor. Dieser Entwurf stellte eine Gleichbehandlung aller Arbeitnehmer sicher und wäre in Bundestag und Bundesrat konsensfähig gewesen, wenn er nicht mit Regelungen zur Einschränkung des Missbrauchs und zur Entlastung der Arbeitgeber gekoppelt gewesen wäre. Insbesondere die geplante Einführung von Karenztagen stieß auf erheblichen Widerspruch von Opposition, Arbeitgebervereinigung, Gewerkschaften und Krankenkassen. Die Auseinandersetzung um das Gesetz zog sich daher bis zum April 1994 hin, schließlich fand man eine konsensfähige Regelung, die am 1. Juni 1994 als Gesetz über die Zahlung an Feiertagen und im Krankheitsfall (Entgeltfortzahlungsgesetz) in Kraft treten konnte. Gleichzeitig wurden die entsprechenden Regelungen in der Gewerbeordnung und im Handelsgesetzbuch abgeschafft. Die Regelung in § 616 BGB wurde auf den ursprünglichen Inhalt von 1896 zurückversetzt, so dass diese einen Anwendungsbereich nur bei nicht krankheitsbedingter Unmöglichkeit der Dienstleistung fand. Die vergleichbaren Regelungen im Arbeitsgesetzbuch der DDR traten außer Kraft.

### Änderungen 1996
Die Bundesregierung legte zu Jahresbeginn 1996 ein 50-Punkte-Aktionsprogramm für Investitionen und Arbeitsplätze vor, aus dem sich im weiteren Verlauf des Jahres das „Programm für mehr Wachstum und Beschäftigung“ entwickelte. Ziel dieses Programms war das Erleichtern von Investitionen, die Stärkung des Wachstums und die Erhöhung der Beschäftigung.
Zur Umsetzung dieses Programms wurden am 10. Mai 1996 in Form des Wachstums- und Beschäftigungsförderungsgesetzes, des Wachstums- und Beschäftigungsförderungs-Ergänzungsgesetzes, des Arbeitsrechtlichen Beschäftigungsförderungsgesetzes und des Gesetzes zur Begrenzung der Bezügefortzahlung bei Krankheit vier Gesetzesentwürfe in den Bundestag eingebracht, in denen auch Änderungen des Entgeltfortzahlungsgesetzes vorgesehen waren. Ziel dieser Änderungen war zum einen, die Arbeitgeber von den Kosten der Entgeltfortzahlung zu entlasten und zum anderen, den Missbrauch der Entgeltfortzahlung Einhalt zu gebieten.
Die Entwürfe wurden am 28. Juni 1996 vom Bundestag angenommen und dem Bundesrat zugeleitet. Dieser lehnte die Entwürfe ab, so dass sie dem Vermittlungsausschuss zugeleitet wurden. Im Vermittlungsausschuss kam es zu keiner Einigung, daraufhin wies am 29. August 1996 der Bundestag das Votum des Vermittlungsausschusses zurück. Da die arbeitsrechtlichen Änderungen nicht der Zustimmungspflicht des Bundesrates unterfielen, wurden sie am 13. September 1996 vom Bundestag mit absoluter Mehrheit beschlossen und traten am 1. Oktober 1996 in Kraft.
Die wesentliche Änderung des Entgeltfortzahlungsgesetzes bestand darin, dass die Höhe der Entgeltfortzahlung im Krankheitsfall von bisher 100 auf 80 Prozent herabgesetzt wurde. Alternativ konnte diese Absenkung durch Anrechnung von Urlaubstagen aufgefangen werden. Auch bei Kuren gab es die Möglichkeit der Anrechnung von Urlaubstagen. Die Regelung wirkte aber nur auf einen Teil der Arbeits- und Ausbildungsverhältnisse, da viele Tarifverträge ohnehin eine Entgeltfortzahlung von 100 Prozent vorsahen. In der Metall- und Elektroindustrie kam es zum Konflikt um die Entgeltfortzahlung im Krankheitsfall 1996. Im Ergebnis wurde im Manteltarifvertrag vereinbart, dass die 100-prozentige Entgeltfortzahlung im Krankheitsfall unabhängig von der jeweiligen gesetzlichen Bestimmung gilt.

### Änderungen 1998
Zum 1. Januar 1999 wurden die Änderungen von 1996 weitgehend aufgehoben durch das Gesetz zu Korrekturen in der Sozialversicherung und zur Sicherung der Arbeitnehmerrechte. Allerdings werden seither bei der Bemessung des fortzuzahlenden Arbeitsentgelts Überstundenvergütungen nicht mehr berücksichtigt.

### Änderungen 2012
2012 wurde § 3a in das Gesetz eingefügt. Diese Vorschrift bestimmt, dass der Arbeitnehmer auch dann Anspruch auf Fortzahlung seines Entgelts hat, wenn er infolge einer Organ- oder Gewebespende an seiner Arbeitsleistung verhindert ist.